# 팔링 인 엇 흐룬
팔링 인 엇 흐룬(네덜란드어: paling in 't groen→초록색 속 뱀장어; 프랑스어: anguille au vert 앙기유 오 베르[*])는 벨기에 플랑드르 지역의 뱀장어 요리로, 스헬더강 유역(덴데르몬더부터 안트베르펜까지)에서 즐겨 먹는다.

## 만들기
껍질을 벗기고 머리와 내장을 제거한 뱀장어를 잘게 썬 허브와 함께 끓여 만든다. 처빌과 수영 외에도 세이지, 민트, 오레가노, 레몬밤, 백리향, 세이버리, 파슬리, 쐐기풀, 스피어민트, 술오이풀, 물냉이, 타라곤, 차이브, 바질 등 여러 가지 허브가 쓰일 수 있다. 잘게 썬 셜롯과 옥수수 녹말, 버터와 소금을 넣고 끓이는데, 더 선명한 초록색을 내기 위해 시금치를 넣기도 한다.